# Овчарци (област Стара Загора)
Овчарци (до 1934 г. Мая Курфалии) е бивше село в Югоизточна България. То се намира в община Раднево, Старозагорска област.

## История
Селото съществува още от османски времена, когато е наричано Мая Курфалии. На 14 август 1934 г. селото е преименувано на Овчарци. През 1959 г. става част от община Гледачево. През 1978 г. е причислено към община Раднево.
С решение на Министерски съвет №38 от 1982 г. започва процедура по изселване и ликвидиране на село Овчарци, поради разширяването на мини Марица-изток. Към днешно време селото все още има номер по ЕКАТТЕ (53268) и пощенски код (6264), въпреки че инфраструктурата му вече е напълно унищожена.

## Археология
В землището на бившето село са намерени надгробни могили, светилища и култови ями. В близост до селото са намерени римски поселения от 1 – 5 век.

## Население
| 1946 | 1956 | 1965 | 1975 | 1985 | 1994 | 1998 |
| ---- | ---- | ---- | ---- | ---- | ---- | ---- |
| 547  | 498  | 359  | 233  | 51   | 4    | 7    |
| 2003 | 2007 | 2011 | 2017 |      |      |      |
| 1    | 1    | 0    | 0    |      |      |      |